# Sysle
Sysle este o localitate din comuna Modum, provincia Buskerud, Norvegia, cu o suprafață de 0,23 km² și o populație de 250 locuitori (2013).